# Суни-Кира
Суни-Кира (исп. Suni K'ira) — потухший вулкан в департаменте Потоси в Боливии, в Кордильера-де-Липес боливийских Анд, высота вершины составляет 5899 м.

## Название
Название вулкана Суни-Кира, происходит от кечуа «суни» (suni) — «длинная» и «кира» (k’ira) — «опора». Другие используемые названия в испанском — Sonequera, Soniquera, Suniquera, Suniquira.

## География
Суни-Кира расположен в муниципалитете Сан-Пабло-де-Липес (департамент Потоси, провинция Нор-Липес). Находится к северу от высочайшей вершины горного хребта Кордильера-де-Липес стратовулкана Утурунку. Суни-Кира возвышается на 1600—1700 м над окружающей местностью.

## Геология
Суни-Кира является источником игнимбрита и на пересечении нескольких разломов имеет кальдеру. В вулкане есть каров, которые раньше считались вулканическими кратерами, что предполагает, что извержения вулкана происходили во время голоцена.
Образцы горных пород, взятые из Суни Кира, состоят из андезита и дацита. Андезит содержит латит и кварц, а дацит — биотит и роговую обманку.

## Флора
На склонах горы произрастают деревья Polylepis tarapacana.